# Покрајина Чахар Махал и Бактијари
Покрајина Чахар Махал и Бактијари (перс. استان چهارمحال و بختیاری; Ostān-e Chahār-Mahāl-o Bakhtiyārī)  је једна од покрајина Ирана, од 31  иранске покрајине. Смјештена је у централном дијелу земље, а граничи се са Покрајином Исфахан на сјеверу и истоку, Кухгилујом и Бујер-Ахмадом на југу, те Кузестаном на западу. Покрајина Чахар-Махал и Бахтијари обухвата површину од 16,332 км², а према попису становништва из 2011. године у њој је живјело 895,263 становника. Сједиште покрајине налази се у граду Шахрекорду.

## Окрузи
- Ардалски округ
- Бенски округ
- Боруџенски округ
- Фарсански округ
- Кијарски округ
- Кухраншки округ
- Лордегански округ
- Самански округ
- Шахрекордски округ[2]